# Чемпіонат світу з боксу 1986
Чемпіонат світу з боксу 1986 відбувався 8 - 18 травня 1986 року у місті Ріно в США.

## Результати

### Медалісти
| Вагова категорія                   | Золото             | Срібло               | Бронза                               |
| Перша найлегша вага (-48 кг)       | Хуан Торрес Оделін | * Луїс Роман Ролон   | О Кван Су Хосе Родрігес              |
| Найлегша вага (-51 кг)             | Педро Орландо Реєс | Девід Гріман         | Янош Вараді Еюп Джан                 |
| Легша вага (-54 кг)                | Мун Сон Гіль       | Рене Брайтбарт       | Юрій Александров Арнальдо Меса       |
| Напівлегка вага (-57 кг)           | Келсі Бенкс        | Хесус Соллет         | Андреас Цюлов Томаш Новак            |
| Легка вага (-60 кг)                | Адольфо Орта       | Енгельс Педроса      | Еміл Чупренські Орзубек Назаров      |
| Перша напівсередня вага (-63.5 кг) | Василь Шишов       | Говард Грант         | Мірко Пузович Борислав Абаджиєв      |
| Напівсередня вага (-67 кг)         | Кеннет Гулд        | Канделаріо Дуверхель | Торстен Шмітц Тібор Молнар           |
| Перша середня вага (-71 кг)        | Анхель Еспіноса    | Енріко Ріхтер        | Манвел Аветисян Лотфі Аєд            |
| Середня вага (-75 кг)              | Дарін Аллен        | Генрі Маске          | Хуліо Кінтана Мартінес Генрик Петрич |
| Напівважка вага (-81 кг)           | Пабло Ромеро       | * Лорен Росс         | Дамір Шкаро Деян Кирилов             |
| Важка вага (-91 кг)                | Фелікс Савон       | Арнольд Вандерліде   | Свілен Русінов Майкл Бентт           |
| Надважка вага (+91 кг)             | Теофіло Стівенсон  | Алекс Гарсія         | В'ячеслав Яковлєв Б'яджо К'янезе     |

* Пуерториканець Луїс Ролон (48 кг) і американець Лорен Росс (81 кг) були дискваліфіковані після чемпіонату через позитивну допінг-пробу, взяту під час змагань.

### Медальний залік
| Місце | Держава        |    |    |    | Разом |
| ----- | -------------- | -- | -- | -- | ----- |
| 1     | Куба           | 7  | 2  | 2  | 11    |
| 2     | США            | 3  | 1  | 1  | 5     |
| 3     | СРСР           | 1  | 0  | 4  | 5     |
| 4     | Південна Корея | 1  | 0  | 1  | 2     |
| 5     | НДР            | 0  | 3  | 2  | 5     |
| 6     | Венесуела      | 0  | 2  | 0  | 2     |
| 7     | Канада         | 0  | 1  | 0  | 1     |
| 7     | Нідерланди     | 0  | 1  | 0  | 1     |
| 9     | Болгарія       | 0  | 0  | 4  | 4     |
| 10    | Угорщина       | 0  | 0  | 2  | 2     |
| 10    | Польща         | 0  | 0  | 2  | 2     |
| 10    | СФРЮ           | 0  | 0  | 2  | 2     |
| 13    | Бразилія       | 0  | 0  | 1  | 1     |
| 13    | Італія         | 0  | 0  | 1  | 1     |
| 13    | Туреччина      | 0  | 0  | 1  | 1     |
| 13    | Швеція         | 0  | 0  | 1  | 1     |
| Разом | 16 держав      | 12 | 10 | 24 | 48    |